# Cal Guerra (Vilanova de Meià)
Cal Guerra és una casa d'estil gòtic tardà del segle xvi, aquesta casa està situada a Vilanova de Meià (la Noguera). Està inclosa a l'Inventari del Patrimoni Arquitectònic de Catalunya.

## Descripció
Habitatge unifamiliar entre mitgeres una mica avançat respecte la línia del carrer. És tot de pedra vista, grans carreus regulars. L'accés es fa lleugerament per sota del nivell del carrer. Té tres pisos; el darrer és un afegit posterior fet amb maó. El portal d'accés és adovellat i al damunt te dues finestres rectangulars. A sobre de la del primer pis destaca un escut gravat d'època medieval. A la part superior hi ha un afegit que trenca la unitat del conjunt.

## História
En el segle XVII, dins del terme de Vilanova de Meià, hi havia tres carlanies o feus: la carlania de Vilanova de Meià, de Francesc de Vilanova, la més important de totes, que posteriorment es coneixeria com a carlania de Belloch; la carlania de Pere Melssior i la carlania dels senyors Cerdà i Rocaspana.
En l'any 1641, hi havia fins a dotze capelles i esglésies dins del terme de Vilanova de Meià. D'aquests dotze, hi havia dues que estaven situades a dins del nucli urbà de la vila (la capella de la Mare de Déu de la Plaça i la de Sant Ramon). La capella de Sant Ramon va ser construïda pel senyor Francesc de Vilanova, carlà de la vila. Aquesta capella de Sant Ramon estava situada a l'actual Cal Tarjo Vell, i com que es sap que la va fer construir davant de casa seva, això vindria a confirmar que l'actual cal Guerra era la casa dels carlans de Vilanova de Meià.
El dia 9 de maig de 1645, davant del daltabaix econòmic i social provocat per la guerra dels segadors, el capítol de canonges de la Seu d'Urgell van comprar la carlania de Vilanova de Meià. Com que Cal Guerra pertanyia a aquesta la carlania, va ser comprada pels canonges de la Seu d'Urgell, i ara Cal Guerra seria casa seva.

## Personatges rellevants

### Francesc de Vilanova
Va ser el carlà de la carlania de Vilanova de Meià, aquesta va ser una carlania de molt il·lustre, en la seva època va ser una de les més importants de la zona. Durant el segle xvi, Cal Guerra va ser la casa de Francesc de Vilanova.

### Capítol de canonges de la seu d'Urgell
En el capbreu de jurisdicció de Vilanova de Meià del 1677 que el capítol d'Urgell va manar redactar, queda clar que els canonges de la seu d'Urgell posseïen la senyoria i les jurisdiccions civil i criminal de Vilanova de Meià. Per tant, els canonges de l'Urgell van tenir molta importància dins de Vilanova de Meià a mitjans del segle xvii.